# Barbara Weiler
Barbara Weiler (Düsseldorf, 17 september 1946) is een Duits politica en was van 1994 tot 2014 lid van het Europees Parlement namens de Sozialdemokratische Partei Deutschlands. Daarnaast had ze in haar laatste termijn zitting in de Commissie Interne markt en consumentenbescherming en de Bijzondere Commissie georganiseerde misdaad, corruptie en witwassen.
Tussen 1971 en 1985 was Weiler gemeenteraadslid in het Duitse Willich. In 1987 werd ze verkozen in de Bondsdag, daar zat ze tot 1994 alvorens ze naar Brussel vertrok.